# Un idilio de estación
Un idilio de estación  es una película de Argentina filmada en Eastmancolor dirigida por Aníbal Enrique Uset según su guion sobre la novela corta Rosaura de Ricardo Güiraldes, publicada en 1918 en la revista El cuento ilustrado que dirigía Horacio Quiroga. Se estrenó el 21 de septiembre de 1978 y tuvo como actores principales a Arturo Puig, Marta González, Roberto Escalada y Alfredo Alcón. El futuro director de cine Juan Carlos Desanzo fue el director de fotografía. Fue filmada en parte en Chascomús.

## Sinopsis
Una muchacha se enamora del hijo de un estanciero, que le da ciertas ilusiones sobre su relación.

## Reparto
- Arturo Puig
- Marta González
- Roberto Escalada
- Alfredo Alcón
- Cristina Banegas
- Silvia Arazi
- Eva Dongé
- Jorge Sassi
- Liliana Serantes
- Noemí Serantes
- Cecilia Labourt
- Silvia Lobo
- Iris Alonso
- Jorge Portela
- Raúl Florido
- Luis E. Corradi
- Matilde Mur
- Silvia Amadeo
- Juan Alighieri
- Jorge Etchepare
- Víctor Olavi

## Comentarios
La Opinión escribió:

«Lo mejor de un texto literario en plausible adaptación.»

Marcelo Moreno en Convicción opinó:

«Un idilio de estación ya pertenece al olvido. Curioso film sobre vestidos…la reproducción de Aníbal Uset parece más emparentada con la publicidad que  con el cine….Arturo Puig pasa muy bien los trajes de época…Marta González hace dudar sobre la verdadera edad de la jvencita pero tampoco olvida sobreactuar….Alfredo Alcón, en fin, encara las cosas con la seriedad de un prócer de la pantalla»

Manrupe y Portela escriben:

«Decepcionante adaptación…El tema es bastante cursi pero está bien ambientado.»